# Jeremy Gaige
Jeremy Gaige (9 d'octubre de 1927 - 19 de febrer de 2011) fou un periodista, escriptor, i historiador dels escacs estatunidenc. És molt conegut en el món dels escacs pel seu treball en investigació, recopilació de dades, i publicació de reculls de resultats de torneigs històrics, i de dades biogràfiques de jugadors d'escacs. Hooper i Whyld han titllat els seus treballs d'"escrupolosament escrits" i n'han dit que són "una font de referència per a qualsevol periodista d'escacs arreu del món". El llibre de Gaige, A Catalog of Chess Players and Problemists, del 1969, conté al voltant de 3.000 noms amb dates i llocs de naixement i mort de jugadors d'escacs. A partir d'aquesta publicació, va començar a rebre moltes informacions d'altres escriptors d'escacs, i mercès a això, el seu Chess Personalia (1987) va poder contenir molta més informació, llistant al voltant de 14.000 noms amb llocs i dates de naixement i mort, i també referències a fonts d'informació biogràfica.

## Treballs i publicacions
- A Catalog of Chess Players and Problemists. (1969)
- Chess Tournament Crosstables, vol I, 1851–1900. (1969)
- Chess Tournament Crosstables, vol II, 1851–1900. (1971)
- Chess Tournament Crosstables, vol III, 1901–1920. (1972)
- Chess Tournament Crosstables, vol IV, 1921–1931. (1974)
- Chess Tournaments - A Checklist: Vol I: 1849-1950 (1984)
- Chess Tournaments - A Checklist: Vol II: 1951-1980 (1984)
- Chess Tournament Crosstables, vol I, 1851–1900. (1985). Versió revisada de l'edició del 1969.
- FIDE-Titled Correspondence Players (1985)
- Catalog of British Chess Personalia (1985)
- Oxford-Cambridge Chess Matches (1873-1987) (1987)
- Chess Personalia—A Biobibliography. (1987), reeditat (2005). McFarland. ISBN 0-7864-2353-6
- Catalog of USA Chess Composers (1987)
- Swiss Chess Personalia (1987)
- FIDE-titled composers (1988)
- Problemist obituary index (1989)
- Chess Personalia—A Biobibliography. (1989). Versió privada de l'edició del 1987.
- Index of obituaries in the British Chess Magazine 1881-1988 (1989)
- British FIDE and ICCF titleholders (1989)
- FIDE Female Titleholders (1991)
- USA FIDE-Titled Players & Arbiters (1993).
- Chess Personalia—A Biobibliography. (1994). Versió privada de l'edició del 1987.